# Igreja Reformada Transcarpática
A Igreja Reformada Transcarpática ou Igreja Reformada da Transcarpátia (IRT) - em húngaro: Kárpátaljai Református Egyházkerület - , é uma denominação reformada na Transcarpátia (Ucrânia), que atende principalmente a húngaros étnicos na região.
Foi formada em 1921, quando a região foi incorporada à Tchecoslováquia e permaneceu existindo quando a o território foi incorporado à Ucrânia.

## História

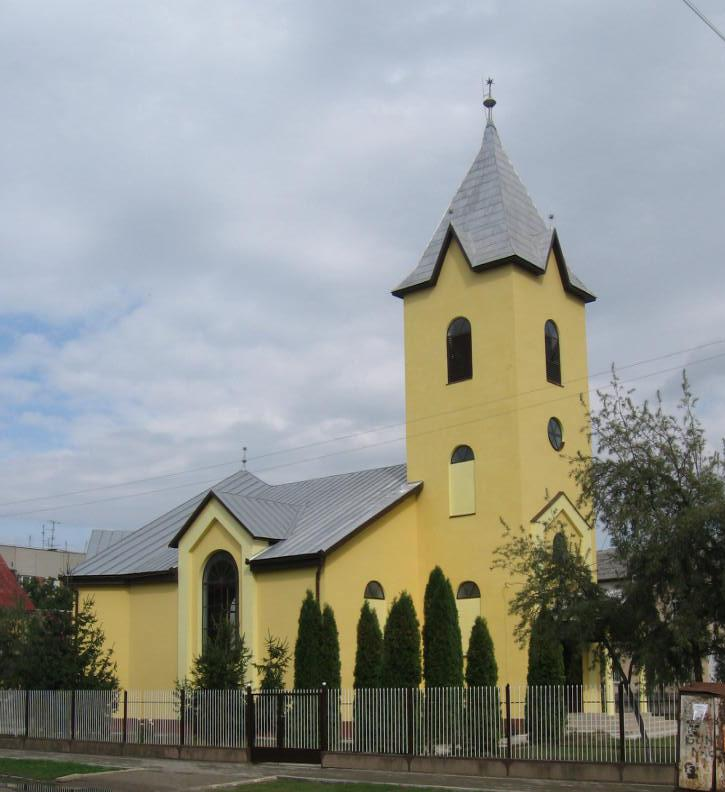
Igreja Reformada em Chop.

No Século XVI, a Reforma Protestante se espalhou pela Europa. Na Hungria, em 1567, foi organizado um sínodo em Debrecen, na qual os aderentes da Fé Reformada no pais se organizaram como uma denominação, que adotou a Segunda Confissão Helvética e Catecismo de Heidelberg como doutrinas oficiais. Esta denominação ficou conhecida como Igreja Reformada da Hungria.
A partir da dissolução do Império da Áustria-Hungria, diversos territórios outrora dentro das fronteiras húngaras foram cedidos a outros países. Nestes países, foram organizadas denominações filhas da IRH. A Transcarpátia tornou-se um território da Tchecoslováquia desde então. Em 1921, os reformados húngaros na região organizaram a Igreja Reforma Transcarpática, também conhecida como Igreja Reformada da Transcarpátia.
Em 1939, a denominação se uniu à Igreja Reformada da Hungria. Todavia, após a invasão soviética do território, enfrentou várias restrições religiosas e grande parte de seus membros foi deportada. Vários dos bens da denominação também foram confiscados e por fim a igreja deixou de ser reconhecida pelo estado. 
A partir da dissolução da União Soviética e estabelecimento da República da Ucrânia a igreja voltou a existir legalmente e fundou várias escolas. Nas décadas seguintes, a igreja voltou a crescer.
Em 2015, tinha cerca de 70 mil membros, em 108 congregações.

## Doutrina
A denominação pratica a ordenação de mulheres e o Catecismo de Heidelberg e Segunda Confissão Helvética.

## Relações Intereclesiásticas
A denominação é membro da Comunhão Mundial das Igrejas Reformadas.